# Cyberattaque de 2008 contre les États-Unis
En 2008, les États-Unis ont subi une importante cyberattaque contre leurs installations militaires. En date de 2010, ce serait la « pire intrusion historique contre des ordinateurs militaires des É.-U. » Elle a mené à la création du United States Cyber Command,,. 
Cette cyberattaque serait la principale raison pour laquelle les responsables de l'armée américaine ont interdit l'usage de clés USB à toute personne en contact avec des ordinateurs militaires américains. Pour contrer la cyberattaque, le Pentagone a lancé l’opération Buckshot Yankee, qui est toujours en cours en 2012.

## Histoire
La cyberattaque a commencé lorsqu'une clé USB infectée par un agent d'une puissance étrangère fut laissée dans le stationnement attenant à un immeuble appartenant au département de la Défense des États-Unis sur une base au Moyen-Orient. La clé contenait un logiciel malveillant qui s'est propagé sur le réseau informatique du United States Central Command,.
Vers la fin d'août 2010, quelques journalistes spécialisés en sécurité informatique ont mis en doute les affirmations des responsables de l'armée américaine, allant jusqu'à affirmer que c'est un « scénario à la James Bond »,.

### Traductions de
1. ↑  (en) « worst breach of U.S. military computers in history »
2. ↑  (en) « James Bond-like scenario »